# Hermann Goetz
Hermann Gustav Goetz (Königsberg, 7 december 1840 – Hottingen (Zürich), 3 december 1876) was een Duits pianist, organist en componist. Hij werd geboren in Koningsbergen (Königsberg), het tegenwoordige Kaliningrad, als zoon van een brouwer.

## Biografie
Hij kreeg zijn eerste lessen in zijn geboorteplaats van Christiaan Louis Heinrich Köhler, een vermaard muziekcriticus en pianopedagoog in Königsberg. Van 1860 tot 1862 studeerde hij muziek op het Stern Conservatorium te Berlijn en kreeg hij pianoles en directie van Hans von Bülow. Van 1863 tot 1870 was hij organist aan de Stadtkirche te Winterthur mede om te genezen van een tuberculose infectie die hij in zijn jeugd had opgelopen. Hij vestigde zich definitief in Zürich. In 1865 bezocht hij Brahms maar dat werd geen succes. In 1867 trouwde hij met Laura Wirth en haalde zijn contact aan met Von Bülow en Joachim Raff, die hem aan beval bij de muziekuitgever Breitkopf und Härtel.
Van 1871 tot 1873 was hij als recensent verbonden aan de Neue Zürcher Zeitung. Na 1870 begon Goetz zich meer op het componeren toe te leggen. Een groot succes werd zijn opera Der Widerspenstigen Zähmung, gebaseerd op Shakespeare’s The Taming of the Shrew, die na de première in Mannheim in 1874 in heel Duitsland en zelf in heel Engeland werd opgevoerd. De tweede opera, Francesca da Rimini, bleef onvoltooid; zij werd, naar achtergelaten schetsen, voltooid door zijn vriend Ernst Frank en ging in première op 30 september 1877 in Mannheim.
Goetz schreef een pianoconcert, een vioolconcert, een symfonie, waarvan de première op 3 maart 1867 was in Basel en een Frülingsouvertüre, verder koorwerken, kamermuziek, pianomuziek en liederen.
Hij overleed vier dagen voor zijn zesendertigste verjaardag. Zijn muziek werd na zijn dood vrijwel nergens meer gespeeld.

## Pianoconcert in Bes
Goetz’ muziek, met veel invloed van Beethoven, kenmerkt zich door zijn vormbeheersing en thematiek. Een belangrijke plaats in zijn oeuvre neemt zijn Pianoconcert in Bes majeur Op.18 in. In feite is het zijn tweede concert want tijdens zijn studie op het Stern Conservatorium schreef hij al een pianoconcert in Es in 1861 als studie, dat daarna nooit meer uitgevoerd is. Hij voltooide de volledige partituur van zijn pianoconcert in Bes - officieel dus zijn eerste (en enige) pianoconcert - op 2 oktober 1867, de cadens dateert van 1873. De eerste uitvoering vond plaats in Bazel op 1 december 1867 tijdens zijn derde optreden daar met eigen werken. Het bleek het meest succesvolle werk te zijn dat tijdens zijn leven werd gespeeld, en werd door de lokale pers (Basler Nachrichten, 4 december 1867) geprezen als 'bewijs van zijn buitengewone talent; melodieus, vurig en reflecterend, met een briljante piano partij. De recensie werd afgesloten met de hoop dat het vaker zou worden uitgevoerd in Duitsland. Pogingen om het te laten programmeren in Leipzig, destijds het muzikale epicentrum van Duitsland, mislukten de komende twee jaar. “Als ik een mooie vrouw was geweest, zou het gelukt zijn, en ik vrees dat dat de enige oorzaak is”, klaagde Goetz tegen Joseph Widmann in november 1869. Hij speelde het concert twee keer in Zürich, op 22 december 1868 en 3 maart 1874, zijn laatste optreden als pianist. Later dat jaar stuurde hij het naar zijn vriend en kopiist Ernst Frank in Mannheim met het advies: ‘Je zult het zorgvuldig moeten doornemen voordat het helemaal duidelijk is. Maar doe het minstens zeven keer voordat je besluit om het in het openbaar te gaan spelen.” Een vreemd advies, omdat de muziek totaal geen verborgen boodschap of emoties met grote diepte weergeeft; integendeel, zijn volksliedachtige directheid en thematiek wordt door elk concertpubliek gewaardeerd, toen en nu.
Frank voerde het concert uiteindelijk uit op 7 november 1876. Goetz stuurde eind oktober op de valreep nog een advies naar Frank: ‘Wat vervelend voor je om zoveel tijd te besteden aan een verzameling tijdrovende vingeretudes! Ik schaam me behoorlijk en hoop alleen dat je er toch wat plezier aan beleeft. Het eerste deel is niet eenvoudig en stelt de meeste eisen wat betreft techniek. Ik had er zelf niet genoeg kracht voor, maar jij kunt dat wel. Mijn muziek vereist een Chopin-techniek zoals je die aantreft in zijn Etudes Op. 10 en 25, zijn Nocturnes, Scherzi en Polonaises. De muziek van Brahms heeft een Schumann-techniek nodig”. Goetz' dankbaarheid en bescheidenheid komen naar voren in zijn laatste brief van 4 november: 'Ik moet aan jou en je handen denken. Je denkt de laatste tijd nogal vaak aan mij maar of dat op een positieve manier is, vraag ik me af. Er zal waarschijnlijk hier en daar een nootje ontsnappen, maar als je eenmaal alles onder controle hebt, krijg je er hopelijk plezier in en krijgt het publiek plezier aan jou”.
Het pianoconcert van Hermann Goetz is muziek die goed klinkt en virtuoos is en geen uiterlijk vertoon is van virtuositeit. De thema's zijn charmant en hun ontwikkeling is fantasievol. In de partituur komen veelvuldig solo's voor hobo, klarinet en hoorn voor terwijl Goetz de zo kenmerkende Duitse negentiende-eeuwse manier van orkestreren (dubbele blazers, twee elk met hoorns en trompetten, pauken en strijkers) weet te mijden. De muziek van Goetz is openhartig, fris en optimistisch, geheel het tegenovergestelde van zijn slechte fysieke conditie.

## Werken

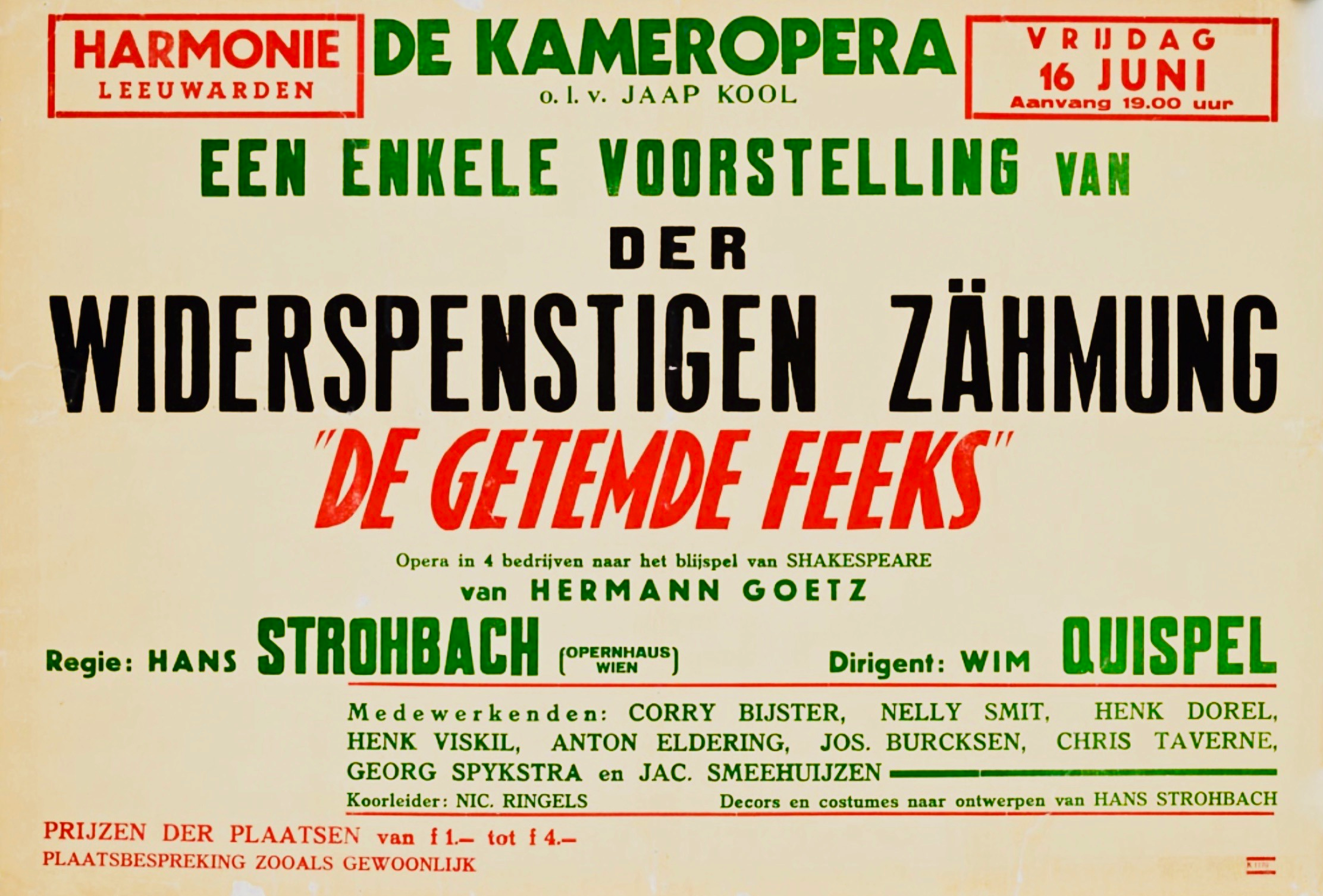
Der Widerspenstigen Zähmung uitgevoerd in Nederland in 1944

- 1857, Sonate, en D-majeur, piano quatre-mains.
- 1857-1861, 4 Lieder, op tekst van Heinrich Heine en anderen
- 1860, 3 chorals op tekst van Friedrich von Schiller, R. Weber, R. E. Prutz; 6-stemmig mannenkoor
- 1860-1862, 2 fuga’s, voor strijkkwartet
- 1860-1862, Presto, voor strijkkwartet
- 1860, Alwinen-Polka, voor piano.
- 1860, Fantasie, en d-mineur, voor piano.
- 1861, Schön-Rohtraut, op tekst van  Eduard Mörike, voor koor en orkest.
- 1861, 3 Lieder, op teksten van Joseph von Eichendorff, N. Lenau, L. Uhland.
- 1861, Concerto voor Piano in een deel in E majeur.
- 1861, Ballade, in C-majeur, voor trio met piano.
- 1862, 5 chorals op teksten van J. Eichendorff, Johann Wolfgang von Goethe, F. Rückert, voor gemengd koor.
- 1862-1876, opus 20, Fünf Lieder op teksten van Prutz, Storm, J.G. Seidl, J. Wolff, voor 4-stemmig mannenkoor.
- 1862-1863, opus 21, Sieben lieder, op teksten van Mörike, M. von Schenkendorf, T. Fontane, H. von Chezy, Novalis, L. Uhl, E. Pohl, voor gemengd koor
- 1862-1863, opus 19, Sechs Lieder, op teksten van Scherenberg, L. Liber, A. Träger, Johann Wolfgang Goethe.
- 1862, Scherzo, in F-majeur.
- 1863, opus 1, trio met piano en G-mineur.
- 1863, opus 2, Drei leichte Stücke, voor cello en piano.
- 1863, Waldmärchen, in E-majeur voor piano.
- 1864, opus 14, Psalm 87, voor sopraan, koor en orkest.
- 1865, Die heiligen drei Königen, op een libretto van Joseph Victor Widmann, met begeleiding van piano, gecomponeerd in Winterthur op 6 januari (Driekoningen) 1866.
- 1864, opus 15,Frühlings-Ouvertüre, voor orkest.
- 1865, Schneewittchen, op een tekst van T. Storm, voor koor en orkest.
- 1865, opus 17, Sonate in G mineur, voor piano quatre-mains.
- 1865-1867, Symfonie in E-mineur; vernietigd, blijft een deel voor piano quatre-mains.
- 1865, Strijkkwartet in Bes-majeur.
- 1866, opus 4, 6 Italienische Volksgesänge, op teksten van Rispetti, vertaald door P. Heyse.
- 1867, Salve Regina, voor sopraan, alt en bariton.
- 1867, opus 18, Concerto voor piano en orkest in Bes majeur.
- 1867, opus 6, kwartet met piano, in E majeur.
- 1868-1872, Der Widerspenstigen Zähmung, Opéra-Comique in 4 akten, op een libretto van Joseph Victor Widmann, naar William Shakespeare, uitgevoerd in Mannheim op 11 oktober 1874.
- 1868-1876, opus 12, Sechs Lieder, o teksten van R. Pohl, Storm, H. Kletke, Wolff, Mörike, A. Trager, voor sopraan of tenor.
- 1868, opus 22, Concert voor viool in G majeur.
- 1869, Juli, Lied op een tekst van Storm.
- 1869, opus 5, Drei Kinderlieder in Schweizer Mundart, op teksten van M. Usteri.
- 1869, opus 7, Lose Blätter, 9 stukken voor piano.
- 1869, opus 8, 2 sonatines, voor piano.
- 1873, opus 9, Symphonie, en F majeur.
- 1874, opus 10, Nenie, op een tekst van Friedrich von Schiller, voor koor en orkest.
- 1874, opus 16, Kwintet in C mineur voor piano, viool, alt, cello en contrabas.
- 1875-1876, opus 3, Francesca von Rimini, Opera in 3 akten op een libretto van de componist naar een essay van Joseph Victor Widmann, uitgevoerd in Mannheim op 30 september 1877 (voltooid door Ernst Frank).
- 1875, opus 13, Genrebilder, 6 stukken voor piano.
- 1876, opus 11, Es liegt so abendstill der See, cantate, op een tekst van W. Müller von Königswinter, voor tenor, mannenkoor en orkest.